# Haraganapur, Nanjangud
Haraganapur là một làng thuộc tehsil Nanjangud, huyện Mysore, bang Karnataka, Ấn Độ.